# 芳乃さくら
芳乃 さくら（よしの さくら、9月4日 -）は、CIRCUS製作のアダルトゲームおよびそれを元にしたテレビアニメ『D.C. 〜ダ・カーポ〜』とその派生作品に登場するメインヒロインの1人。スピンオフ作品『T.P.さくら』の主人公になっている。

## 概要
幼少時のあだ名は「さくらんぼ」。主人公朝倉純一とその義妹朝倉音夢の幼馴染で、純一の従姉にあたる。感情表現が豊か、生来甘えん坊でお気楽極楽トンボな性格なためマスコットか珍獣のごとく可愛がられる。純一にベタボレでよく甘える。おばあちゃん子（ただし、「アルキメデスのわすれもの」における「D.C.～聖夜のアルティメットバトル」および、PC版D.C.の「さくらとの約束」シナリオにおいてはターミナルバージョンの1.03でも「おじいちゃん子」と表示されている。シナリオそのものが先行版である「聖夜のアルティメットバトル」からまるまるコピーされたような内容であるため、当初は「おばあちゃん＝リッカ」ではなく「おじいちゃん＝清隆」と芳乃家に住んでいたという設定が窺える）であり、一緒に見ていた時代劇（『水戸黄門』）や任侠映画、熱血教師ドラマにはまっており、義理と人情の分かる少女であるが、変な口調と手癖の悪さで小さな頃にはいじめられていたりもした。何でもかじるという変な癖もある。日本の文化などについて時々口にするが、時代劇や祖母などの影響から間違った日本観を持っており、渡米してさらに拍車がかかっている。IQ180の天才少女で、アメリカの大学を飛び級して植物学の博士号を取得。漢字の読み書き以外は完璧である。教員免許も全教科持っており、黒板にチョークで文字を書くシーンがあるが、誰一人として解読できなかった。D.C.II時代ではもう諦めて黒板を使わないようにしている。その高いIQ故にオセロやチェスなどの頭脳勝負には強い。一応は科学者であり、魔法や超能力といった科学で説明の付けられないものが嫌い。和菓子の他にキャットフードも好物である。嫌いな食べ物はピーマン、炭酸飲料と至って子供っぽいが、子供扱いされることは嫌う。猫のうたまると一緒にいることが多いが、うたまるの飼い主ではない。
金髪ツインテールの髪型で、一人称が「ボク」。『D.C. 〜ダ・カーポ〜』時点での身長は140cm、体重31kg。3サイズ68/51/72。6年前は身長139cm、体重31kg、3サイズ67/52/72と殆ど姿が変わっていなかった。血液型はO型。
魔法使いである祖母の血を強く引いており、強い力を持っているが、制御しきれない部分もある。明るい性格ではあるが、その見た目に反して傷つきやすく、魔法が引き起こしたことなどを一人で抱え込んでしまう癖がある。
D.C.III.P.Pにて、祖父は葛木清隆（芳乃清隆）、祖母はリッカ・グリーンウッド（芳乃リッカ）と明確に明言された。原作（ゲーム版）の方の設定では、純一とさくらの祖父母の間には二人の娘が生まれ、長女が婿養子を取り魔法の力と芳乃姓と受け継ぎさくらを産み、魔法に興味のなかった次女が朝倉家に嫁いで純一を産んだことになっている。
『D.C.』のエンディング以降、枯れない桜の魔法の解除に従い、本人いわく少しだけ成長したという。しかし『D.C.II』の舞台では、ほぼ変わらぬ若い姿を保って登場している。義之によると、身長はアイシアと同じくらいと形容されてもいる。『D.C.III』に登場した際には、明確に成長している。
『D.C.II』以降の登場における『D.C.』当初の設定からの変遷として、好物からはキャットフードが、嫌いなものから非科学的なものが無くなっているなど、（あくまで文字設定としてだけだが）性格に関して多少の変化が見られるようになっている。
『月刊コミックブレイド』（マッグガーデン）連載の『風見学園公式新聞部 お蔵入り事件簿』の初音島版では、モブキャラとして毎回どこかに登場している。

## ゲームにおける芳乃さくら
シリーズ通して重要な役目を持つキーパーソンとして描かれる。
作を追う毎にアレンジされたテーマソングが付けられる為、D.Cシリーズに登場する人物の中でテーマソングの数が最多。

### D.C.
6年前に両親の都合でアメリカへ引っ越したきり毎年、大幅に遅れてバレンタインチョコレートを送ってきてはいたものの音信不通だったが、最近になって純一の夢の中に現われるようになる。その後まもなくして帰国、風見学園付属3年3組に転入する。
幼い頃より純一にベタ惚れで義理の妹となった音夢に対抗して純一の足腰にへばりついては「お兄ちゃん」と呼ぶ。純一は甘えん坊の従姉と妬きもち妬きの義妹の間で板ばさみとなる。アメリカ滞在中に何度か純一宛に手紙を出していたが、純一の目に入る前に全て音夢が捨てたという裏設定がD.C.I.F.で公式設定となった。
同じ転校生で気が合う胡ノ宮環と仲が良く、環シナリオで環が純一と結ばれた際には快く祝福しているが、一方で純一に強く想われる環に嫉妬することもあった。月城アリスのシナリオでは、植物学者であることを自慢しており、学者としての好奇心がアリスシナリオの意外な鍵となる。また、教員免許を持っており、シナリオによっては本校で純一の担任となっている。
魔法の力が強いため、ことりの心を読む能力が効かず、クラスメイトでありながらもことりからは苦手にされている。また、環シナリオのラストでは純一が環の夢の中に入る手助けをするなど、さくらが清隆の力を継いでいる(清隆がさくらの祖父である)ことを示唆するような場面がある。物語の鍵を握っているため、他のヒロイン（特に音夢）のシナリオにもなんらかの形で関わってくることが多い。彼女のシナリオは条件を満たさなければ3月7日で終了してしまう。
『D.C.P.C. 〜ダ・カーポ〜 プラスコミュニケーション』の中で一度だけ純一を「純一君」と呼ぶのだが、システム上ボイスはカットされる。

### D.C.W.S./S.V./F.S./A.S.
D.C.と同じ年のクリスマスを描いた『D.C. White Season 〜ダ・カーポ ホワイトシーズン〜』、翌年の夏を描いた『D.C. Summer Vacation 〜ダ・カーポ サマーバケーション〜』、それらのコンシューマー版リメイク『D.C. Four Seasons 〜ダ・カーポ〜 フォーシーズンズ』およびD.C.F.S.のPC移植版『D.C. After Seasons 〜ダ・カーポ〜 アフターシーズンズ』では風見学園の講師をしている。
D.C.W.S.とD.C.S.V.の洋館編、そのリメイクシナリオであるD.C.F.S.・D.C.A.S.の秋編で攻略可能である。
D.C.W.S.では大人バージョン（作中では「アダルトさくら」と表記）が登場し、その対比からか幼稚な性格に描写されている。
D.C.S.V.・D.C.F.S.・D.C.A.S.では他作品の描写からは考えられないほど、純一に罵詈雑言を浴びせている。
A.S.において『水夏』の主人公・上代蒼司とヒロイン・白河さやかと思われる人物が登場する（グラフィックはなしでそれぞれ彼氏？、帽子の少女とだけ表示される）。

### D.C.I.F.
音夢の病気が枯れない桜の魔法のせいだと気づき、音夢に伝えるも拒否されたため桜を枯らすことを1日ためらった、若しくは枯らせたものの交通事故は防げなかったために彼女を救うことができず、純一同様心に深い傷を負うことになる。その後、何かの研究のため渡米するが音夢の影に縛られ続ける純一を助けるため一時帰国する。
また枯れた桜が純一に見せる夢では芳乃のばあちゃんが、さくらの姿で話しかけている。

### D.C.II
D.C.より53年後、風見学園の学園長を勤めているが、容姿は殆ど変化せずに幼いままである。前作のうたまるに替わり、犬（?）のはりまおを連れている。前作から多少ヘアスタイルが変わり、普段は黒いリボンである程度の髪をツインテールに結い上げ、残りはおろした状態となっており、寝巻きの時は全ておろし、髪の先を前作でさくらが使用していたのと同じだと思われる青いリボンで結んでいる。なお、学園長になったのは保健医の水越舞佳が本校在学中のときらしい。
身寄りの無い主人公桜内義之を居候させている。謎に包まれた主人公の過去、そして初音島の過去を知っており、シリーズを通しての真の主役にして真のヒロインとも言える。前作ヒロインで唯一立ち絵ありで登場している。ただ、さくら本人にとっても辛い内容ともとれるため、その扱いは優遇とも冷遇とも見ることが出来る。
長年に渡りアメリカである研究をしていたが、数年前に日本へ帰国した。前作とほとんど容姿が変わっておらず、そのため風見学園を初めて訪れた人にはさくらが学園長だと言っても信じて貰えないことが多い、スリーサイズや好きなもの、嫌いなものもまったく同じである。時代劇も相変わらず好きで、間違った日本観もそのまま。うたまる同様、はりまおとも話すことができる。基本的には「芳乃学園長」と呼ばれているが、義之と朝倉姉妹は「さくらさん」、小恋は「芳乃先生」、杏は「園長先生」、茜は「芳乃さん」、渉は「さくら先生」など、生徒からの呼称は様々。詳しい年齢は不明で、義之がそのことを聞くと「レディに年齢を聞くのは失礼だよ」などと言って怒る。とても忙しく、大晦日や正月も仕事をするほどで何日も家を空けることも多い。また、日頃からふらっと家を空ける事があり、中には「アメリカに行っていた」ということもある。
時折、義之に対して「お茶しない? 授業なんてサボって」などと学園長らしからぬ問題発言をする。学園長室はさくらの趣味を反映してか和室であり、鍋をすることもある。はりまおに頭の上を気に入られているらしく、さくらの立ち絵には前作のうたまるのようにはりまおが頭に乗っているバージョンがある。
真実を知った後の義之が本人を前にして言うことはないが「母さん」と言う場面が存在する。
彼女のテーマソング「strenuous lady」「sakura」「sadness...」は全て前作のテーマソング「strenuous child」のアレンジである。
ヒロイン全員（P.S.およびP.C.では音姫と由夢）を攻略すると出現する「D.C.」シナリオではさくらの視点から本作の全貌が明かされるが、同時に不可解な結末から謎を残すこととなった。クリア後の声優インタビューで北都南は続編を示唆するコメントを残している。

### D.C.II S.C.
D.C.II本編のシナリオの関係で、「アルティメットプレストーリーズ」のみの登場となっている。ロンドンにいる音姫が姿を見たと言っており、『III』の展開から、過去のロンドンから戻ってきていた所を目撃されたとも推測できたが、「桜風のアルティメットバトル」で、戻ってきたのはさらにそのあとの年代の2060年4月21日夕刻の初音島であるため、実際には会っておらず、音姫が義之を安心させる為の嘘ではないかとさくらが推測している。

### D.C.II F.L.
アイシアシナリオおよび「アルティメットプレストーリーズ」に登場。アイシアシナリオでは結末の特殊性から、「II」本編終了後の時系列の物語の中では、唯一その姿を見ることができる、貴重なシナリオでもある。義之によると、以前と比べて家を留守にすることは少なくなり、よく笑うようになったと形容されている。ただし、「III」は「II」の「da capo」シナリオから続いている為、「III」への地続きではない唯一のエピソードであるともいえる。「III」の終盤における彼女の話によると、「da capo」シナリオだけじゃなく、「II」のあらゆるシナリオから「III」における風見鶏の事件に呼び寄せられた、近しい未来の集合体が風見鶏での自分かもしれないと示唆されているため、逆にこのシナリオも、それ以前に枝分かれした、地続きではないだけの一つの並行世界として成立することになる。

### D.C. Dream X'mas
『D.C. 〜クリスマスミライコイユメ〜』では、一緒に53年後の未来の世界に来たが、混乱を及ぼすのを避けるためなるべく家にいる。未来に来た際、1度だけ「タイムパラディンさくら」の物まねをしている。
『D.C.II 〜Day Dream Believer〜』において、『D.C.II』で無理をしていたことと木の制御中であったために心をつけ込まれ、54年前の幸せだった時代に酷似したループ世界（パラレルワールド）を作り出してしまう。未来のさくらはその際に枯れない桜の樹の下で眠り続けることになり、ループ世界を守る役目を持ったもう1人のさくらが現れている。そして、過去を懐かしく思いつつも義之達のことも大切に思っている心が『D.C.II』世界の義之達を呼び寄せることになる。ループが終わった世界では、ループ世界を守っていたさくらは消え、義之達を知らない『D.C.』世界のさくらが登場している。

### D.C.P.K.
ピックアップされたヒロインではないが、やはり重要人物であり、D.C.とD.C.IIの両ルートで登場する。ただし、D.C.IIのルートでも登場するのはほとんどD.C.のさくらであり、D.C.IIのさくらの出番は少ない。ポーカー中のボイスはD.C.ルートとD.C.IIルートで違い、後者はおまけモードにおけるD.C.IIのさくらと同じボイスが使われている。

### D.C.III
風見鶏編では前作「II」の「da capo」シナリオのラストの直後、禁呪<<永遠に訪れない五月祭>>に引かれた、またはあえて送られたことで、記憶をなくした状態で[1950年11月1日]のロンドンに放り出されたところを、清隆とリッカに偶然発見されたことで、風見鶏で保護されることとなった。その際、保護する理由として、自分に似ているからほうっておけないとリッカが発言することで、関連性がそこからも示唆されている。保護される際に桜の枝を持っていた事から、仮にさくらと呼ばれる事になるが、結果的に本名と同じ名前だという、運命のめぐりあわせのようなイベントとなっている。
髪型は「da capo」シナリオ内で純一に髪を切ってもらったショートヘアのままである。
記憶をなくした状態でありながら、清隆や姫乃からなつかしい匂いがすると形容したり、どこかリッカと似ていると指摘されるなど、それぞれの関係性があらゆる場面でそれとなく示唆されている。
その後、[1950年11月1日]から[1951年4月30日]までのループを幾度か周回した後に、<<枯れない桜の奇跡>>作戦の成功によりループから脱却したため、無事に元の時代（2060年4月21日夕刻の初音島）に戻っていった。
元の時代へと戻る直前に、突如として全ての記憶を取り戻し(原因であった葵の精神に変化があったことが理由だと示唆されている)、その際にさくら自身は清隆を実は知っており、教えていないはずの清隆のカテゴリーが４であることも知っていることを語り、さらに全盛期の清隆たちならこの事態をなんとかできるとも語ったため、清隆もさくらが清隆たちを未来の世界で知識として知っていることを認識している。さらに、ループ脱却後のいくつも枝分かれした可能性の一つにおいてのみ、清隆とさくらの間に関係性が生まれるであろうとも自ら清隆に語っているが、似たようなやりとりがなされる「D.C.D.X.」とは事情が違うこともあり、あえてその関係性については明言していない。また、清隆に孫が生まれたらチェスを教えてくれるように頼んでおり、さくらが当初からオセロやチェスが得意であるという設定が存在していることから、結果的に両者の関係性についてはそれとなく察することができるようになっている。
初音島編では枯れない桜の元を訪れた清隆たちの前に現れ、100年前の物語を語る。
その後、清隆たちと100年越し（実際にワルプルギスの夜の翌日である5月1日のちょうど100年後）のお花見に参加している。清隆たちがこの時代に揃って転生した理由は<<枯れない桜の奇跡>>作戦の最後に自分も清隆たちとお花見に参加したいと願ったからではないかと自ら推測し、そのためには清隆たちがこの時代に来てくれなければいけなかったともしている。
本人曰く、成長した姿で登場している。髪型はロングヘアに戻り、結ばずにそのまま下ろしていることで、歴代でも特に大人に見える容姿となっている。
過去作で使っていなかった和菓子を出す魔法を使っているが、元から使えたのか、今作の作中で覚えたのかについては不明。リッカがたとえ魔力がなくなっていっても、和菓子の魔法だけは孫に残してあげたいと語っていることから、純一と同じく、さくらも教わっていた可能性もある。あくまで純一からもらうことが重要であり、自ら使う必要はなかったという、音夢が和菓子が嫌いだった理由に相反するような事情がある可能性もあるが。
この時代での年齢はもちろん、職業も不詳。D.C.II時代のさくらの後任である学園長はさくらに学園長職を返還したいと考えていたようだがその様子も特にない。よく桜公園で散歩しているのが目撃されているらしい。
なぜ1950年の禁呪の核として呼び出されたのかについては、術者である葵が自分と同じであるとし、実際に「身に余る願いを持ち、そのために本来は絶対にしてはいけない事をしてしまった」という、似たような後悔の思いが共通していることから、その共通した思いが禁呪の特性から引きあわされたことによるものだと示唆されている。このことから、桜に取り込まれた後に送り出されたのは意図的でも、その送り出された先は意図的なものでない可能性も存在することになる。
風見鶏では記憶が戻った後もあえて清隆たちに名字は教えず(清隆はさくらの夢の中でさくらが「ヨシノ」と呼ばれていたのを聞いているが、それが自分の旧姓と同じであることには気づいていない)、グランドED以外のED(「IIIR」「IIIRX」では「桜風のアルティメイトバトル」のENDING以外の全てのEnding)では「さくら」としかクレジットされていないという徹底ぶりである。
テーマソングの「A child's toy」は過去のテーマソング「strenuous lady」「strenuous child」のアレンジである。

### D.C.II.D.M
『桜風のアルティメットバトル』と同様に2060年4月21日夕刻に初音島に無事帰還し、義之に迎えられている。本人曰く、義之の卒業式に出られなかったのは一生の不覚。その代わり、義之と音姫の結婚式は二人がさくらの帰還まで保留した為に無事出席できた。その後は義之や音姫、桜姫たち家族に囲まれて幸せに暮らしている。

### D.C.4
「生誕のアルティメットパーティー！」では最後の最後に一登の夢の中に謎の少女としてD.C.時の姿で登場する。
本編ではカガミの国にちぇしの姿でいるような描写がある。最後のD.Cシナリオにてカガミの国の番人としてやはりD.C.時の姿で登場し、プレイヤー自身に語り掛けるような台詞で物語を締めくくる。
なお、D.C.シナリオのCGはⅠのものと構図が似ている。そのシーンのBGM「いつか見た、懐かしい夢」は後半部分がⅠのBGM「懐かしい夢」のアレンジであるため、意図的に似せたものと思われる。

## アニメにおける芳乃さくら

### D.C.
アメリカから帰国した直後にいきなり純一にキスするなど積極的にアタックしている。ゲーム版と同じく風見学園付属3年3組に転入する。

### D.C.S.S.
第18話から登場。D.C.S.S.開始時点では2年前の事件よりアメリカに行っている。

### D.C.II
第1話より登場。ゲーム版と同じく風見学園の学園長を勤めている。自身の家に主人公桜内義之を居候させているが、仕事などで何日も家を空けることが多く、話によっては全く登場しないこともある。

### D.C.II S.S.
第1話より登場。基本的な話はゲーム版と同じ。

### D.C.if
後編に登場。ことりに拒絶され、落ち込んでいた純一を立ち直らせる。

### D.C.III
第3話より物語に関わる。清隆の前に現れた「さくら」と名乗る謎の少女として登場。うたまるとは出会った時は面識がなかったようであるが、言葉が通じるらしく名前を知りすぐ仲良くなっている。清隆は「さくら」という名前になぜか驚いていた。また、非公式新聞には20年前の枯れない桜が枯れた時期に謎の少女が目撃された記事があった。風見学園の前学園長は「芳乃さくら」であることが確認されているが、さくらは芳乃の名前を聞いても反応がなかった。
しばらくは清隆達と楽しく遊ぶ日々であったが、美夏と出会い森園立夏に触れられたことで、過去の記憶（前作テレビアニメではなく、ゲーム『II』のラストから『III』本編）を思いだし、深く悲しみにくれるものの立夏との説得で立ち直り、清隆達に別れを告げ大事な人に逢うために枯れない桜から旅立っていった。
また立夏が桜の木に触れた事で、リッカ・グリーンウッドが木を植え、幼いさくらと出会っていた「芳乃のおばあちゃん」であったことが、示唆するだけであったゲーム劇中とは違い、明確に明かされている（アニメにおけるここまでの明確な補完描写はシリーズ初）。
そのさくらが去った後、枯れない桜の元に、成長した「芳乃さくら」(ゲームに登場する個体と同じ人物)が清隆たちの前に現れ、100年前の物語を語るという、ゲームと同内容の流れでアニメは締めくくられる。

## 誤字
芳乃さくらの「芳乃」を「芳野」と間違われることが非常に多い。
- 『D.C.S.S. 〜ダ・カーポ セカンドシーズン〜』第18話のスタッフロールでは「芳野さくら」と誤って表記し、後に発売されたDVD版で修正された。
- アニメ版『D.C.II 〜ダ・カーポII〜』のオフィシャルサイトでは「芳野さくら」と表記されていたが現在は修正されている。
- 『初音島ベスト』の裏ジャケットにも「芳野さくら」と表記されている。
- 『A.C.D.C. Rumbling Angel』のゲーム内でも「芳野」と書かれている。

## 担当声優
- 北都南（18禁版、『Origin』）
- 田村ゆかり（『Origin』を除くコンシューマ版、テレビアニメ、『D.C.4』[2]）
- 三森すずこ（『T.P.さくら』）
- ひと美（『D.C.III』）
- 千春（D.C. Re:tune[3]）

## その他
金髪ツインテールの容姿や制服のデザインが似ているため『Gift 〜ギフト〜』の藤宮千紗と間違われることが多く、「Giftにじいろストーリーズ」においてもそれを示唆する台詞がある。
当初ハーモニカを持っているという設定が用意されていたが、カットされた。
漫画『D.C. the Origin 〜ダ・カーポ〜 ジ オリジン』ではメインヒロインである。